# 大石廉
大石 廉（おおいし すなお、1852年（嘉永5年9月）- 1910年（明治43年）7月26日）は、明治期の農業経営者、政治家。衆議院議員、岡山県磐梨郡可真村長。

## 経歴
備前国磐梨郡弥上村（岡山県磐梨郡可真村、赤磐郡可真村、熊山町を経て現赤磐市弥上）で、誠太の二男として生れた。漢学、仏式兵学を修めた。岡山藩第3兵団予備隊機械弾薬掛、同藩第3大隊2番小隊半隊長心得、同第3大隊長を務めた。その後、里正に就任。
1877年（明治10年）第3区務所戸長に就任。以後、磐梨郡書記、同郡第7部戸長を務めた。1889年（明治22年）初代可真村長に就任し1895年（明治28年）まで在任した。1892年（明治25年）岡山県会議員に当選。その他、赤磐郡会議員、同議長にも在任した。
1894年（明治27年）9月、第4回衆議院議員総選挙（岡山県第2区、自由党）で当選し、衆議院議員に1期在任した。1898年（明治31年）3月の第5回総選挙（岡山県第2区、自由党）では次点で落選し、政界を引退した。
その後、郷里で果樹園芸、植林を行い、備作果物組合、可真信用組合の設立に参画し、赤磐郡教育会長を1902年（明治35年）から死去するまで務めた。